# Cúp Algarve 2012
Cúp Algarve 2012 (tiếng Anh: Algarve Cup 2012), giải bóng đá giao hữu thường niên diễn ra tại Algarve, Bồ Đào Nha từ 29 tháng 2 đến 7 tháng 3 năm 2012. Đức là đội tuyển vô địch của giải.

## Thể thức
Tại vòng bảng, 12 đội được chia làm ba bảng. Bảng A và B gồm các đội cạnh tranh chức vô địch. Vòng phân hạng gồm năm trận đấu: trận tranh hạng nhất giữa các đội đầu bảng, tranh hạng ba giữa các đội nhì bảng, tranh hạng năm giữa các đội thứ ba; đội nhất bảng C gặp đội cuối bảng có thành tích tốt hơn trong hai bảng A và B để tranh hạng bảy; đội nhì bảng C gặp đội cuối bảng còn lại để tranh hạng 9, các đội thứ ba và tư bảng C đá trận tranh hạng 11.
- Giờ thi đấu là WET (UTC±0).

## Vòng bảng

### Bảng A
| Đội        | Tr | T | H | B | BT | BB | HS | Đ |
| ---------- | -- | - | - | - | -- | -- | -- | - |
| Đức        | 3  | 3 | 0 | 0 | 6  | 0  | +6 | 9 |
| Thụy Điển  | 3  | 2 | 0 | 1 | 5  | 5  | 0  | 6 |
| Iceland    | 3  | 1 | 0 | 2 | 2  | 5  | −3 | 3 |
| Trung Quốc | 3  | 0 | 0 | 3 | 0  | 3  | −3 | 0 |

| Đức        | 1–0     | Iceland |
| ---------- | ------- | ------- |
| Mittag 25' | Báo cáo |         |

| Thụy Điển     | 1–0     | Trung Quốc |
| ------------- | ------- | ---------- |
| Göransson 83' | Báo cáo |            |

| Iceland         | 1–4     | Thụy Điển                                       |
| --------------- | ------- | ----------------------------------------------- |
| Lárusdóttir 21' | Báo cáo | Schelin 2' · Göransson 13', 38' · Landström 33' |

| Đức                   | 1–0     | Trung Quốc |
| --------------------- | ------- | ---------- |
| Behringer 33' (ph.đ.) | Báo cáo |            |

| Thụy Điển | 0–4     | Đức                                         |
| --------- | ------- | ------------------------------------------- |
|           | Báo cáo | Okoyino da Mbabi 24', 31', 65' · Popp 90+2' |

| Trung Quốc | 0–1     | Iceland            |
| ---------- | ------- | ------------------ |
|            | Báo cáo | Friðriksdóttir 80' |

### Bảng B
| Đội      | Tr | T | H | B | BT | BB | HS | Đ |
| -------- | -- | - | - | - | -- | -- | -- | - |
| Nhật Bản | 3  | 3 | 0 | 0 | 5  | 1  | +4 | 9 |
| Hoa Kỳ   | 3  | 2 | 0 | 1 | 7  | 2  | +5 | 6 |
| Đan Mạch | 3  | 1 | 0 | 2 | 1  | 7  | −6 | 3 |
| Na Uy    | 3  | 0 | 0 | 3 | 2  | 5  | −3 | 0 |

| Nhật Bản                      | 2–1     | Na Uy         |
| ----------------------------- | ------- | ------------- |
| Nagasato 45+1' · Kawasumi 66' | Báo cáo | Herlovsen 17' |

| Hoa Kỳ                                                     | 5–0     | Đan Mạch |
| ---------------------------------------------------------- | ------- | -------- |
| Morgan 21', 82' · Wambach 45+1' · Lloyd 77' · Leroux 90+1' | Báo cáo |          |

| Đan Mạch | 0–2     | Nhật Bản                  |
| -------- | ------- | ------------------------- |
|          | Báo cáo | Sugasawa 52' · Ohno 90+1' |

| Hoa Kỳ                   | 2–1     | Na Uy          |
| ------------------------ | ------- | -------------- |
| Wambach 52' · Leroux 83' | Báo cáo | Thorsnes 90+3' |

| Na Uy | 0–1     | Đan Mạch     |
| ----- | ------- | ------------ |
|       | Báo cáo | Rasmussen 7' |

| Nhật Bản   | 1–0     | Hoa Kỳ |
| ---------- | ------- | ------ |
| Takase 84' | Báo cáo |        |

### Bảng C
| Đội              | Tr | T | H | B | BT | BB | HS | Đ |
| ---------------- | -- | - | - | - | -- | -- | -- | - |
| Wales            | 3  | 2 | 1 | 0 | 3  | 1  | +2 | 7 |
| Bồ Đào Nha       | 3  | 2 | 0 | 1 | 6  | 2  | +4 | 6 |
| Hungary          | 3  | 1 | 0 | 2 | 2  | 6  | –4 | 3 |
| Cộng hòa Ireland | 3  | 0 | 1 | 2 | 1  | 3  | −2 | 1 |

| Cộng hòa Ireland | 0–1     | Hungary  |
| ---------------- | ------- | -------- |
|                  | Báo cáo | Sipos 2' |

| Bồ Đào Nha | 0–1     | Wales       |
| ---------- | ------- | ----------- |
|            | Báo cáo | James 90+2' |

| Bồ Đào Nha                                          | 4–0     | Hungary |
| --------------------------------------------------- | ------- | ------- |
| Rodrigues 13' · Mendes 56' · Borges 64' · Couto 85' | Báo cáo |         |

| Wales | 0–0     | Cộng hòa Ireland |
| ----- | ------- | ---------------- |
|       | Báo cáo |                  |

| Hungary  | 1–2     | Wales           |
| -------- | ------- | --------------- |
| Vágó 72' | Báo cáo | Lander 10', 50' |

| Bồ Đào Nha     | 2–1     | Cộng hòa Ireland |
| -------------- | ------- | ---------------- |
| Borges 7', 74' | Báo cáo | Quinn 29'        |

## Vòng phân hạng

### Tranh hạng 11
| Hungary    | 1–2     | Cộng hòa Ireland           |
| ---------- | ------- | -------------------------- |
| Tálosi 60' | Báo cáo | O'Gorman 18' · Russell 52' |

### Tranh hạng 9
| Bồ Đào Nha | 0–1     | Trung Quốc    |
| ---------- | ------- | ------------- |
|            | Báo cáo | Ma Xiaoxu 58' |

### Tranh hạng bảy
| Wales | 0–3     | Na Uy                  |
| ----- | ------- | ---------------------- |
|       | Báo cáo | Pedersen 49', 69', 81' |

### Tranh hạng năm
| Iceland          | 1–3     | Đan Mạch                                    |
| ---------------- | ------- | ------------------------------------------- |
| Magnúsdóttir 44' | Báo cáo | Troelsgaard Nielsen 3', 18' · Rasmussen 88' |

### Tranh hạng ba
| Thụy Điển | 0–4     | Hoa Kỳ                            |
| --------- | ------- | --------------------------------- |
|           | Báo cáo | Morgan 4', 33', 73' · Wambach 36' |

### Chung kết
| Đức                                             | 4–3     | Nhật Bản                                 |
| ----------------------------------------------- | ------- | ---------------------------------------- |
| Marozsán 20' · Okoyino da Mbabi 22', 88', 90+2' | Báo cáo | Kawasumi 35' · Tanaka 55' · Nagasato 90' |